# Thompsonula incisipes
Thompsonula incisipes är en kräftdjursart. Thompsonula incisipes ingår i släktet Thompsonula och familjen Thompsonulidae. Inga underarter finns listade i Catalogue of Life.